# Chiconquiaco
Chiconquiaco är en kommun i Mexiko.   Den ligger i delstaten Veracruz, i den sydöstra delen av landet, 250 km öster om huvudstaden Mexico City.
Följande samhällen finns i Chiconquiaco:
- El Capulín
- El Escalanar
- Las Paredes
- Gutiérrez Zamora
- Gallo de Oro
- El Cofresillo
- Los Naranjos
- La Parra
- Plan de la Estrella
- Planta del Pie
- El Charquillo
- Las Cruces
- Arroyo Colorado
- La Guacamaya
- Cruz Verde
- La Capilla
- Dos Caminos
- El Naranjal
- El Xucuyul